# لانغ (ساسكاتشوان)
لانغ (بالإنجليزية: Lang, Saskatchewan)‏ هي قرية تقع في كندا في ساسكاتشوان. يقدر عدد سكانها بـ 189 نسمة ومساحتها 0.64 كم2 .